# PlayStation Plus Premium
PlayStation Plus Premium (до 23 июня 2022 года — PlayStation Now) — подписочный сервис на облачные игры, разработанный Sony Interactive Entertainment. Сервис позволяет участникам транслировать игры PlayStation 2, PlayStation 3 и PlayStation 4 на PlayStation 4, PlayStation 5 и ПК. Игры PlayStation 2 и PlayStation 4 можно загрузить для локальной игры на PlayStation 4 и PlayStation 5.
Для использования сервиса не на консоли PlayStation, требуются DualShock 3, 4, DualSense или любой XInput-совместимый контроллер, например геймпад Xbox. Если участники намерены транслировать свои игры, Sony рекомендует подключение к Интернету со скоростью не менее 5 Мбит/с, для достижения хорошей производительности.
Помимо облачного гейминга в подписке присутствует библиотека игр на более 500 игр которые ежемесячно пополняются на 6-8 игр. 

## История
Платформа PlayStation Now построена на основе технологий компании Gaikai. К 2012 году инвестиции в независимую на тот момент Gaikai сократились, и компания начала искать покупателя. В свою очередь, Sony была заинтересована в технологиях облачных игр и рассматривала возможность покупки либо Gaikai, либо её конкурента OnLive. Выбор Sony был сделан в пользу Gaikai — игровое подразделение компании Sony приобрело Gaikai за 380 миллионов долларов США.
Сервис официально был анонсирован 7 января 2014 года на выставке CES 2014. Демонстрация сервиса проводилась на базе таких игр как The Last of Us, God of War: Ascension, Beyond: Two Souls и Puppeteer, которые были запущены на телевизорах Bravia и портативной консоли PlayStation Vita. Сообщалось, что анонс сервиса PlayStation Now обрушил стоимость акций сети магазинов по продаже игр GameStop на 9 %.
В начале 2014 года было объявлено, что сервис будет запущен в бета-версии для пользователей США уже в январе-феврале, полноценный же запуск запланирован на лето 2014 года. В начале февраля компания начала тестирование сервиса на территории США при участии избранных игроков. Вторая волна бета-тестирования проведена в конце марта. В середине апреля произошло обновление сервиса до версии 2.0, стало доступно 19 игр (список увеличился во второй половине апреля 2014 года). В мае 2014 года к тестированию были привлечены дополнительные участники. Компания отдельно работает над уменьшением времени закачки, после которой игрок уже может начать играть в игру. В середине апреля Sony объявили о планах выпустить несколько серий BRAVIA-телевизоров в ценовом диапазоне от $2100 до $25000 с поддержкой PlayStation Now к запуску сервиса в США в июне 2014 года, то есть в игры можно будет играть не имея приставки, также ведётся работа над обновлением приставки PlayStation 3 для получения лучших результатов с PlayStation Now, позднее появляется информация, что ведётся работа и над новой версией PlayStation 4. Тестирование сервиса на консолях PlayStation 4 началось во второй половине мая 2014 года.
Начиная с 30 июня 2014 года к бета-тестированию сервиса допущены последние модели телевизоров Sony. Доступ может осуществляться с консолей PS4, телевизоров серий BRAVIA, PlayStation TV.
Сервис вышел из стадии бета-тестирования в публичный релиз 13 января 2015 года. Начиная с января 2015 года сервис переходит на модель подписки. Такая модель пришла на смену оплаты за стриминг отдельной игры. В Японии Playstation Now доступен с 16 сентября 2015 года. С середины января 2015 года сервис полноценно запущен на территории США. На конец 2019 года по ежемесячной подписке, составлявшей в США 9,99 долларов, предлагалась библиотека из более чем 800 игр прошлых лет с консолей PlayStation 2, PlayStation 3 и PlayStation 4.

### Интеграция вPlayStation Plus
7 октября 2021 года в интервью изданию GameIndustry президент и CEO Sony Interactive Entertainment Джим Райан намекнул на возможное появление новой единой подписки для PlayStation.
3 декабря 2021 года анонимный сотрудник Sony в интервью Bloomberg рассказал о том, что в разработке находится новая услуга подписки для PlayStation 4 и PlayStation 5, объединяющая PlayStation Plus и PlayStation Now — PlayStation Spartacus (кодовое название PlayStation Plus).
Запуск в Азии (кроме Японии) намечен на 23 мая 2022, в Японии — 1 июня 2022, в Америке — 13 июня 2022, и в Европе — 23 июня 2022 года.

## Доступность
По состоянию на март 2019 года PlayStation Plus Premium (PS Now) был доступен в Австрии, Бельгии, Канаде, Франции, Германии, Ирландии, Японии, Люксембурге, Нидерландах, Швейцарии, США, Великобритании, Испании, Италии, Португалии, Норвегии, Дании, Финляндии, Швеции.